# Nationalpark Barranca del Cupatitzio
Der Nationalpark Barranca del Cupatitzio umfasst das Quellgebiet des Flusses Rio Cupatitzio im Bundesstaat Michoacán in Mexiko.
Der Nationalpark wurde 1938 als Erholungsgebiet im nordwestlichen Teil von Uruapan eingerichtete. Er besteht aus zwei Teilflächen, etwa vier Quadratkilometer westlich der Stadt und 0,5 km² mitten in der Stadt. Heute wird der Park stark touristisch vermarktet.
Das insgesamt 4,58 km² große Gebiet wurde 1996 von der IUCN in der Kategorie II anerkannt.